# Дзагепбарз
Дзагепбарз (осет. Дзæгъепбарз, Текъатигъӕу) — село в Ирафском районе республики Северная Осетия — Алания. Входит в состав Новоурухского сельского поселения.

## География
Село расположено в северной части Ирафского района, на правом берегу реки Урух, напротив центра сельского поселения — Новый Урух, примерно в 2 км к северу от районного центра — Чикола и в 70 км к северо-западу от столицы региона города Владикавказа.

## Население
| 2002 | 2010 | 2021 |
| ---- | ---- | ---- |
| 155  | ↘137 | ↘120 |

## Инфраструктура
В 2020 году началось строительство «Фельдшерского пункта» (ФАП) , сельскую стройку в ноябре посетил Таймураз Тускаев.

## Улицы
- Савелия Абисалова
- Братьев Бозровых
- Алибека Царакова

## Транспорт
Мостовой переход через реку Урух.
Автобусный маршрут (на ноябрь 2020) № 271 Дзагепбарз — Владикавказ — Автовокзал № 1.